# Owain Fôn Williams
Owain Fôn Williams (* 17. března 1987, Caernarfon, Gwynedd, Wales, Spojené království) je bývalý velšský fotbalový brankář.

## Klubová kariéra
Williams působil v seniorské kopané v klubech Crewe Alexandra FC, Stockport County FC, Bury FC, Rochdale AFC, Tranmere Rovers FC (všechny Anglie), Inverness Caledonian Thistle FC (Skotsko), Indy Eleven (USA), Hamilton Academical FC a Dunfermline Athletic FC (oba Skotsko).

## Reprezentační kariéra
Owain Fôn Williams nastupoval za velšské mládežnické reprezentace U17, U19 a U21.
Svůj debut za velšské reprezentační A-mužstvo absolvoval 13. 11. 2015 v přátelském utkání v Cardiffu proti týmu Nizozemska (prohra 2:3). Trenér Christopher Patrick Coleman jej zařadil do závěrečné 23členné nominace na EURO 2016 ve Francii.